# Сцибор из Сцибожице
Сцибор из Сцибожице (пол. Ścibor ze Ściborzyc, рум. Știbor de Știborici, словац. Stibor zo Stiboríc или Штибор Штиборици, венг. Stiborici Stibor; около 1348— февраль 1414) — крупный венгерский государственный и военный деятель, воевода Трансильвании (1395—1401, 1409—1414).

## Биография
Сцибор — представитель польского шляхетского рода герба «Остоя». Сын Мосика из Сцибожице, воеводы гневковского (1353—1375). Аристократ польского происхождения в Венгерском королевстве. Близкий друг и доверенное лицо венгерского короля Сигизмунда Люксембурга, который назначил его управляющим некоторыми территориями в течение срока своего правления.
Сцибор происходил из польского благородного семейства, чьё владение было расположено в Быдгоще, в Польше. С 1362 года Сцибор из Сцибожице находился в Венгрии на службе у короля Людовика (Лайоша) Великого (1342—1382), который также был королём Польши (1370—1382). После смерти Лайоша Великого (10 сентября 1382 года) его вдова королева Елизавета, которая управляла этими двумя королевствами (Венгрией и Польшей) от имени его дочерей, сделала Сцибора губернатором Куявии и Ленчицы в Польском королевстве в 1383 году. В течение этого времени Сцибор стал близким другом Сигизмунда Люксембурга, маркграфа Бранденбургского (будущего короля Венгрии и императора Священной Римской империи), и королевы Марии Венгерской, которая в тот момент жила в венгерской столице с 1379 года. После вступления на польский престол Владислава Ягелло в 1386 году Сцибор из Сцибожице, сторонник Сигизмунда, вынужден был покинуть Польшу и уехал в Венгрию.
В июле 1386 года мятежные бароны взяли в плен королеву Марию и её мать Елизавету. Сигизмунд Люксембургский, муж Марии, прибыл в Венгрию и занял королевский престол. Сцибор был назначен комендантом столицы. После коронации Сигизмунда (31 марта 1387) тот назначил Сцибора наместником в Галиции, входившей в состав Венгерского королевства. Венгерские прелаты и бароны вынудили Сигизмунда Люксембурга дать клятву, что он не будет нанимать на службу иностранцев. Несмотря на это, Сигизмунд предоставил Сцибору замки Болонд (1388) и Угрус (1389) в Словакии. Сцибор также получил право распределять должности, а также стал губернатором Пожони (1389), Трансильвании и Нитры (1392). В 1392 году Сцибор получил во владение Зежте и Холикс в Словакии. В 1394 году он получил еще несколько замков в Словакии.
В 1395 году иностранный делегат упомянул, что Сцибор и архиепископ Янош Канижаи были наиболее влиятельные советники венгерского короля Сигизмунда. Декрет короля Сигизмунда, выпущенный в октябре 1397 года, по запросу венгерской знати, собранной в городе Темешваре, запретил занятие иностранцам должностей в королевской администрации, но Сцибор, упомянутый в данном декрете по имени, был один из немногих иностранцев, в отношении которых данный декрет не должен был применяться.
Однако, Сцибор из Сцибожице помогал своим родственникам получать должности и имущество в Венгрии, и это вызвало зависть среди других сторонников короля. Когда он уехал в Бжег, его противники во главе с архиепископом Яношем Канижаи и палатином Детре Бебеком потребовали, чтобы король уволил своих иностранных советников. Когда король отказался исполнить их требования, они захватили его и лишили Сцибора его должностей (28 апреля 1401). Сцибор из Сцибожице (и другие советники короля иностранного происхождения) был готов даже отказаться от владения большинством своих замков, поэтому члены королевского совета освободили короля (29 августа 1401). Сцибор остался главным советником короля и управлял его имуществом. Впоследствии Сцибор вёл переговоры с тевтонскими рыцарями-крестоносцами, которые выкупили у Сигизмунда в Бранденбургском маркграфстве область Ноймарк (25 июля 1402), на которую претендовал польский король Владислав Ягелло.
В начале 1403 года некоторые венгерские аристократы во главе с архиепископом Яношем Канижаи предложили королевскую корону неаполитанскому королю Владиславу Дураццо. Сцибор с завербованными наёмниками вторгся в северо-западные части королевства и разбил отряды мятежников. Стороны заключили соглашение, согласно которому мятежники принимали правление Сигизмунда Люксембурга, а им предоставили королевское прощение (29 октября 1403). Вскоре после этого король назначил Сцибора управляющим графством Нитра. Также ему был поручено управлять владениями архиепархии Эстергома и епархии Эгера (1405). В 1407 году Сцибор воевал в Боснии. Сцибор был среди первых рыцарей ордена Дракона св. Георгия, основанного королём Сигизмундом в 1408 году. В 1409 году он был назначен снова на должность воеводы Трансильвании.
В мае 1410 году венгерский король Сигизмунд Люксембург поручил ему и палатину Николасу Гараи, чтобы они стали посредниками в переговорах между польским королём Владиславом Ягелло и Тевтонским Орденом. Когда переговоры потерпели неудачу и вспыхнула война, Сцибор повел венгерское войско в поход на южные польские владения, но венгры не смогли взять никакие крепости и были вынуждены отступить. В конце 1411 года он был главнокомандующим армии венгерского короля Сигизмунда в войне против Венецианской республики.
Перед своей смертью он основал коллегиальный капитул для августинцев в Словакии.

## Семья
Был женат на Доброхне Зевской (ум. 1422), дочери генерального старосты великопольского и воеводы калишского Седзивоя Палуки из Шубина, от брака с которой имел сына Сцибора (ум. 1434) и дочь Рахну.